# Podole (województwo lubelskie)
Podole – wieś w Polsce położona w województwie lubelskim, w powiecie lubelskim, w gminie Bełżyce.
| SIMC    | Nazwa           | Rodzaj    |
| ------- | --------------- | --------- |
| 0378690 | Podole Drugie   | część wsi |
| 0378709 | Podole Pierwsze | część wsi |

W latach 1958–1972 w granicach miasta Bełżyce (patrz historia).
W latach 1975–1998 miejscowość położona była w województwie lubelskim.
Wieś stanowi sołectwo gminy Bełżyce. Według Narodowego Spisu Powszechnego z roku 2011 wieś liczyła 510 mieszkańców.
Wierni Kościoła rzymskokatolickiego należą do parafii Nawrócenia św. Pawła Apostoła w Bełżycach.

## Historia
Dziś przedmieście Bełżyc, po raz pierwszy wzmiankowane w dokumentach w 1408 r. Wieś szlachecka w parafii Bełżyce stanowiła wówczas własność rycerza Mikołaja. Później weszła w skład dóbr bełżyckich i dzieliła ich losy aż do końca XIX wieku. W 1586 r. w wyniku podziału dóbr pomiędzy braćmi Spinkami – Jan i Krzysztof trzymali po połowie wsi Podole, a w 1676 r. wieś była własnością Pawła (II) Orzechowskiego i Jana Kołakowskiego, który odkupił część wsi od Orzechowskich.
W 1886 r. na terenie dóbr Bełżyce utworzono po parcelacji 24 kolonie noszące wspólną nazwę Podole. Później podzielono je na części Podole I i Podole II (ta z kolei składa się z kolonii Zapiecek, Majdan, Choiny i Podole Dołek).
W czasie okupacji hitlerowskiej Podole była ważną placówką AK. Znajdowały się tu magazyny broni, amunicji oraz żywności oddziałów partyzanckich okręgu lubelskiego. We wsi kwaterowały liczne oddziały partyzanckie. Istniała tu placówka BCh (komendant Jan Grabowski), a w ramach OP 8 AK wieś wystawiła w 1944 r. pluton dowodzony przez Andrzeja Majewskiego. W nocy 24 maja 1944 roku Podole zostało poddane brutalnej akcji pacyfikacyjnej.
Hitlerowcy przeczesując zabudowania aresztowali wszystkich napotkanych mężczyzn, grupując ich w posesji Andrzeja Krekory, po czym zaczęli wyczytywać z ustalonej przez konfidentów listy nazwiska podejrzanych o przynależność do partyzantki. Z zamieszania skorzystali Bartłomiej Maj, Józef Maj, Urban Maj i uciekli ocalając życie. 15 osób Niemcy zabrali ze sobą do Lublina. Pozostali z nich przy życiu tylko Scholastyka Maj i Stanisław Zieliński. 13 osób aresztowanych w Podolu hitlerowcy rozstrzelali na Rynku w Bełżycach 9 czerwca 1944 r. Podczas pacyfikacji zginął też partyzant ps. “Baśka” (rozerwał się w bunkrze granatem, konającego Niemcy oblali benzyną i spalili żywcem). Pamięć ofiar z Podola przypomina krzyż wzniesiony na skrzyżowaniu dróg.
W 1947 roku gromada Podole miała 439 mieszkańców. Dziś liczy 143 gospodarstwa domowe i 484 mieszkańców. We wsi nadal funkcjonuje młyn wzniesiony przez A. Jaroszyńskiego przed 1939 rokiem jako wodny (obecnie motorowy). W latach 80. doprowadzono do wsi wodociąg, a w 90. rozpoczęto budowę nowych posesji mieszkalnych i obiektów handlowo-usługowych. Między innymi powstało, gospodarstwa szkółkarskie itd. Wieś otrzymała telefoniczną łączność ze światem.
1 stycznia 1958 wieś Podole stało się częścią Bełżyc, w związku z przekształceniem gromady Bełżyce (do której Podole przynależało od 1954 roku) w miasto. 1 stycznia 1973 miejscowości Podole Pierwsze i Podole Drugie wraz z obszarem użytków rolnych wyłączono z Bełżyc, rekreując w ten sposób obecną wieś Podole.